# Rivière Trempealeau
Trempealeau est une rivière du sud du Wisconsin, affluent rive gauche Mississippi. Elle a environ 131 km de long et prend ses sources au centre et au nord du comté de trempealeau. Elle s'écoule en direction du sud et rejoint le fleuve Mississippi juste en amont de la ville de Trempealeau.

## Géographie
La rivière Trempealeau possède deux sources principales. La "North Branch Trempealeau" et la "South Branch Trempealeau". Les deux branches se rejoignent à la hauteur du village de Hixton. La rivière s'écoule ensuite vers le sud en direction du fleuve Mississippi.

## Histoire
À l'automne de 1685, l'explorateur français Nicolas Perrot et ses compagnons arrivèrent à la montagne Trempealeau par canoës.  Les Amérindiens Winnebagos appelaient cette montagne Hay-nee-ah-cheh, ou la montagne trempé dans l'eau du lac Pépin et du fleuve Mississippi.  C'est alors que les Français appelèrent l'endroit la montagne qui trempe à l'eau (Trempealeau) et fondèrent le fort Trempealeau.

## Liens externes

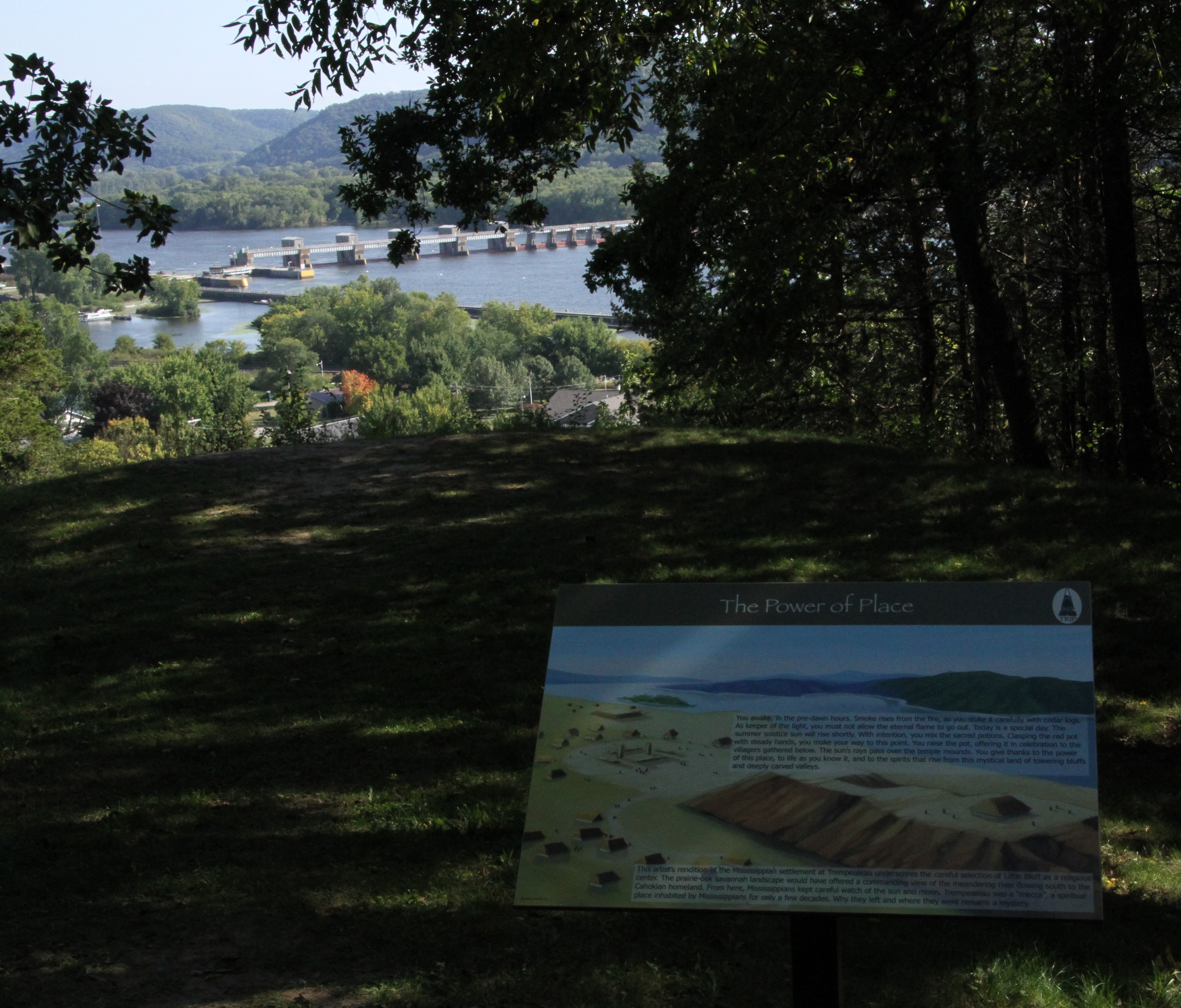
Vue de la rivière Trempealeau depuis les hauteurs surplombant Trempealeau.